# Alissa Jambalova
Alissa Saïanovna Jambalova (en russe : Алиса Саяновна Жамбалова) est une fondeuse russe, née le 13 septembre 1994 à Sagan-Nur.

## Biographie
Elle court ses premières compétitions officielles de la FIS en 2010. En 2012, elle dispute les Jeux olympiques de la jeunesse à Innsbruck, prenant la cinquième place notamment sur le cinq kilomètres. L'hiver suivant, elle monte sur son premier podium lors de la Coupe d'Europe de l'Est sur un sprint.
En février 2013, elle est invitée à participer à l'épreuve de Coupe du monde disputée à Sotchi, où elle est 49e du sprint.
Aux Championnats du monde junior 2013, à Liberec, elle remporte la médaille d'argent au relais et la médaille de bronze au skiathlon. 
Aux Championnats du monde junior 2014, à Val di Fiemme, elle est médaillée d'argent au skiathlon et au relais. 
En 2015, passant dans la catégorie espoir, elle obtient une quatrième place en sprint aux Championnats du monde des moins de 23 ans à Almaty
Elle est sélectionnée pour le Tour de ski 2015-2016, où elle marque ses premiers points en Coupe du monde avec une 25e place en sprint.
En 2017, à Pyeongchang, elle obtient ses meilleurs résultats de l'année avec une cinquième place en sprint et une onzième en skiathlon. Aux Championnats du monde de Lahti, elle arrive 22e du trente kilomètres libre.
En 2018, elle est sélectionnée pour les Jeux olympiques à Pyeongchang, courant quatre épreuves, pour trois résultats dans le top 30 : 17e du dix kilomètres libre, 21e du skiathlon et 15e du trente kilomètres classique.
En février 2019, elle égale sa meilleure performance dans l'élite avec une cinquième place au dix kilomètres classique à Cogne. Aux Championnats du monde à Seefeld, elle améliore sa performance d'il y a deux ans avec une 21e place au dix kilomètres classique. Égalememt, cet hiver, elle remporte quatre médailles d'or à l'Universiade de Krasnoïarsk.
Lors de la saison 2020-2021, la Russe termine notamment douzième du Tour de ski, à la faveur de quatre top dix sur des étapes.

## Palmarès

### Jeux olympiques d'hiver
| Épreuve / Édition   | Sprint                           | Sprint    | 10 km | 10 km                            | Skiathlon 2 × 7,5 km | 30 km | Relais | Relais   |
| Épreuve / Édition   | libre                            | classique | libre | classique                        | Skiathlon 2 × 7,5 km | 30 km | Sprint | 4 × 5 km |
| JO 2018 PyeongChang | Épreuve inexistante à cette date | 44e       | 17e   | Épreuve inexistante à cette date | 21e                  | 15e   | —      | —        |

Légende :
- : pas d'épreuve
- — : Non disputée par la skieuse

### Championnats du monde
| Épreuve / Édition        | Sprint                           | Sprint                           | 10 km                            | 10 km                            | Skiathlon 2 × 7,5 km | 30 km | Relais | Relais   |
| Épreuve / Édition        | libre                            | classique                        | libre                            | classique                        | Skiathlon 2 × 7,5 km | 30 km | Sprint | 4 × 5 km |
| Mondiaux 2017 Lahti      | —                                | Épreuve inexistante à cette date | Épreuve inexistante à cette date | —                                | —                    | 22e   | —      | —        |
| Mondiaux 2019 Seefeld    | —                                | Épreuve inexistante à cette date | Épreuve inexistante à cette date | 21e                              | —                    | -     | —      | —        |
| Mondiaux 2021 Oberstdorf | Épreuve inexistante à cette date | -                                | -                                | Épreuve inexistante à cette date | —                    | 31e   | —      | —        |

Légende :
- : pas d'épreuve
- — :  Épreuve non disputée par Alissa Jambalova

### Coupe du monde
- Meilleur classement général : 22e en 2021.
- Meilleur résultat individuel : 5e.

#### Classements par saison
| Saison / Épreuve | Général' | Général' | Distance | Distance | Sprint | Sprint |     | Tour de ski depuis 2007 | Finales depuis 2008 Ski tour Canada (2016) | Nordic Opening depuis 2011 |
| ---------------- | -------- | -------- | -------- | -------- | ------ | ------ | --- | ----------------------- | ------------------------------------------ | -------------------------- |
| Saison / Épreuve | Place    | Points   | Place    | Points   | Place  | Points |     | Tour de ski depuis 2007 | Finales depuis 2008 Ski tour Canada (2016) | Nordic Opening depuis 2011 |
| 2015             |          |          |          |          |        |        | —   | —                       | 64e                                        |                            |
| 2016             | 94e      | 9        | 78e      | 3        | 63e    | 6      | 39e | —                       | —                                          |                            |
| 2017             | 52e      | 91       | 50e      | 42       | 36e    | 45     | 30e | —                       | —                                          |                            |
| 2018             | 53e      | 112      | 40e      | 68       | -      | -      | 20e | Abandon                 | -                                          |                            |
| 2019             | 63e      | 56       | 45e      | 56       | -      | -      | -   | —                       | —                                          |                            |
| 2020             | 35e      | 184      | 27e      | 128      | 88e    | 1      | 24e | 22e                     | 40e                                        |                            |
| 2021             | 22e      | 270      | 19e      | 173      | 74e    | 7      | 12e |                         | 30e                                        |                            |

### Universiades
- Krasnoïarsk 2019 :
  -  Médaille d'or sur le cinq kilomètres classique
  -  Médaille d'or sur la poursuite (5 km en style libre)
  -  Médaille d'or sur le quinze kilomètres avec départ en masse.
  -  Médaille d'or sur le relais.

### Championnats du monde junior
- Liberec 2013 :
  -  Médaille d'argent sur le relais.
  -  Médaille de bronze sur le skiathlon.
- Val di Fiemme 2014 :
  -  Médaille d'argent sur le relais
  -  Médaille d'argent sur le skiathlon.

### Coupe d'Europe de l'Est
- 2e du classement général en 2014 et 2019.
- 13 podiums, dont 6 victoires.

### Coupe OPA
- 1 podium.

### Championnats de Russie
- Championne sur le trente kilomètres classique en 2019.